# Гунцелин (маркграф Мейсена)
Гунцелин фон Кукенбург (нем. Gunzelin von Kuckenburg; ок. 965 — после 1017) — маркграф Мейсена с 1002, сын Гунтера, маркграфа Мерзебурга, и Дубравки, дочери чешского князя Болеслава I Грозного, младший брат маркграфа Эккехарда I.

## Биография
В 1002 году, после неудачной попытки брата Гунцелина Эккехарда стать императором Священной Римской империи и его последующего убийства, князь Польши Болеслав I Храбрый оккупировал маркграфство Мейсен. Болеслав пытался купить город Мейсен за любые деньги, но не смог этого добиться от нового императора Генриха II, так как это не входило в интересы последнего. Однако Болеславу удалось уговорить императора передать маркграфство Гунцелину, в ущерб старшего сына Эккехарда, Германа I. Вместо Мейсена император передал Болеславу Лужицкую марку.
Осенью 1004 года император объявил поход против Болеслава. Гунцелин принял участие в осаде Генрихом II Бауцена, который был занят поляками в 1002 году. Город мог быть стерт с лица земли, но Гунцелин дал  полякам разрешение выехать, и в результате бауценский замок остался цел. Однако во время отступления поляки разграбили близлежащие окрестности. С этого времени Гунцелин проживал в Бауцене.
Гунцелин враждовал со своими племянниками Германом I и Эккехардом II. В 1009 году Герман снова поссорился с Гунцелином. Последний совершил неудачную попытку захватить город Стрелу, защищаемый воинами Германа. После этого Гунцелин сжёг город Рохлиц, расположенный на реке Мульде и плохо обороняемый. В ответ Герман и Эккехард внезапно окружили с большим отрядом хорошо укрепленный гарнизоном и стенами замок Гунцелина (предположительно Альтенбург), который лежал на реке Заале. Братья взяли его штурмом, разрушили и сравняли с землей.
В 1009 году Генрих II лишил Гунцелина всех владений, обвинив его в союзе с Болеславом Храбрым, который действительно поддерживал хорошие отношения с маркграфом. Когда Гунцелин приехал в Рейхстаг в Мерзебург, он был арестован и передан епископу Хальберштадта Арнульфу. Гунцелин был заключён в тюрьму на восемь лет в деревню Штрёбек в Магдебургское архиепископство, а маркграфство было передано Герману I. По некоторым данным, Гунцелин провел часть своего заключения в Бамберге, откуда в 1017 году бежал. Больше никаких упоминаний о Гунцелине в исторических источниках не встречается.